# 2020-as AFC-bajnokok ligája
A 2020-as AFC-bajnokok ligája volt a legrangosabb ázsiai nemzetközi labdarúgókupa, mely jelenlegi nevén 18., jogelődjeivel együttvéve pedig 39. alkalommal került kiírásra.
A címvédő a szaúd-arábiai el-Hilál volt. A bajnoki trófeát a dél-koreai Ulszan Hyundai szerezte meg, a kupa történetében második alkalommal.

## Csapatok
A kupába összesen 52 csapat kvalifikált.
| Labdarúgó-szövetség                | Csapat             | Kvalifikálás módja |
| ---------------------------------- | ------------------ | --- |
| Egyesült Arab Emírségek (3 csapat) | Sharjah            | A 2018–19-es egyesült arab emírségekbeli első osztály bajnoka                                                                        |
| Egyesült Arab Emírségek (3 csapat) | Shabab Al-Ahli     | A 2018–19-es egyesült arab emírségekbeli első osztály ezüstérmese és a 2018–19-es egyesült arab emírségekbeli labdarúgókupa győztese |
| Egyesült Arab Emírségek (3 csapat) | el-Vahda           | A 2018–19-es egyesült arab emírségekbeli első osztály bronzérmese                                                                    |
| Szaúd-Arábia (3 csapat)            | en-Naszr           | A 2018–19-es szaúd-arábiai első osztály bajnoka                                                                                      |
| Szaúd-Arábia (3 csapat)            | et-Távun           | A 2018–19-es szaúd-arábiai első osztály bronzérmese és a 2019-es szaúd-arábiai labdarúgókupa győztese                                |
| Szaúd-Arábia (3 csapat)            | el-Hilál           | A 2018–19-es szaúd-arábiai első osztály ezüstérmese                                                                                  |
| Katar (2 csapat)                   | Asz-Szadd          | A 2018–19-es katari első osztály bajnoka                                                                                             |
| Katar (2 csapat)                   | ed-Duhaíl          | A 2018–19-es katari első osztály ezüstérmese és a 2019-es emír-kupa győztese                                                         |
| Irán (2 csapat)                    | Persepolis         | A 2018–19-es iráni első osztály bajnoka és a 2018–19-es iráni labdarúgókupa győztese                                                 |
| Irán (2 csapat)                    | Sepahan            | A 2018–19-es iráni első osztály ezüstérmese                                                                                          |
| Üzbegisztán (1 csapat)             | Pakhtakor Tashkent | A 2019-es üzbég első osztály bajnoka és a 2019-es üzbég labdarúgókupa győztese                                                       |
| Irak (1 csapat)                    | Al-Shorta          | A 2018–19-es iraki első osztály bajnoka                                                                                              |

| Labdarúgó-szövetség   | Csapat                   | Kvalifikálás módja                                                                                             |
| --------------------- | ------------------------ | --- |
| Dél-Korea (3 csapat)  | Jeonbuk Hyundai Motors   | A 2019-es dél-koreai első osztály bajnoka                                                                      |
| Dél-Korea (3 csapat)  | Szuvon Samsung Bluewings | A 2019-es dél-koreai labdarúgókupa győztese                                                                    |
| Dél-Korea (3 csapat)  | Ulszan Hyundai           | A 2019-es dél-koreai első osztály ezüstérmese                                                                  |
| Kína (3 csapat)       | Kuangcsou                | A 2019-es kínai első osztály bajnoka                                                                           |
| Kína (3 csapat)       | Sanghaj Senhua           | A 2019-es kínai labdarúgókupa győztese                                                                         |
| Kína (3 csapat)       | Beijing Guoan            | A 2019-es kínai első osztály ezüstérmese                                                                       |
| Japán (2 csapat)      | Jokohama F. Marinos      | A 2019-es japán első osztály bajnoka                                                                           |
| Japán (2 csapat)      | Vissel Kobe              | A 2019-es japán labdarúgókupa győztese                                                                         |
| Ausztrália (2 csapat) | Perth Glory              | A 2018–19-es ausztrál első osztály alapszakaszának győztese                                                    |
| Ausztrália (2 csapat) | Sydney                   | A 2018–19-es ausztrál első osztály alapszakaszának második helyezettje és az egyenes kieséses szakasz győztese |
| Thaiföld (1 csapat)   | Chiangrai United         | A 2019-es thaiföldi első osztály bajnoka                                                                       |
| Malajzia (1 csapat)   | Johor Darul Ta'zim       | A 2019-es maláj első osztály bajnoka                                                                           |

| Labdarúgó-szövetség                | Csapat         | Kvalifikálás módja                                                         |
| ---------------------------------- | -------------- | -------------------------------------------------------------------------- |
| Egyesült Arab Emírségek (1 csapat) | El-Ajn         | A 2018–19-es egyesült arab emírségekbeli első osztály negyedik helyezettje |
| Szaúd-Arábia (1 csapat)            | el-Áhlí        | A 2018–19-es szaúd-arábiai első osztály negyedik helyezettje               |
| Katar (2 csapat)                   | esz-Szaílija   | A 2018–19-es katari első osztály bronzérmese                               |
| Katar (2 csapat)                   | Al-Rayyan      | A 2018–19-es katari első osztály negyedik helyezettje                      |
| Dél-Korea (1 csapat)               | Szöul          | A 2019-es dél-koreai első osztály bronzérmese                              |
| Kína (1 csapat)                    | Shanghai Port  | A 2019-es kínai első osztály bronzérmese                                   |
| Japán (2 csapat)                   | Tokió          | A 2019-es japán első osztály ezüstérmese                                   |
| Japán (2 csapat)                   | Kasima Antlers | A 2019-es japán első osztály bronzérmese                                   |

| Labdarúgó-szövetség      | Csapat             | Kvalifikálás módja                                                      |
| ------------------------ | ------------------ | ----------------------------------------------------------------------- |
| Irán (2 csapat)          | Esteghlal          | A 2018–19-es iráni első osztály bronzérmese                             |
| Irán (2 csapat)          | Shahr Khodro       | A 2018–19-es iráni első osztály negyedik helyezettje                    |
| Üzbegisztán (2 csapat)   | Lokomotiv Tashkent | A 2019-es üzbég első osztály ezüstérmese                                |
| Üzbegisztán (2 csapat)   | Bunyodkor          | A 2019-es üzbég első osztály bronzérmese                                |
| Irak (1 csapat)          | Al-Zawraa          | A 2018–19-es iraki labdarúgókupa győztese                               |
| Tádzsikisztán (1 csapat) | Istiklol           | A 2019-es tádzsik első osztály bajnoka                                  |
| Ausztrália (1 csapat)    | Melbourne Victory  | A 2018–19-es ausztrál első osztály alapszakaszának harmadik helyezettje |
| Thaiföld (2 csapat)      | Port               | A 2019-es thaiföldi labdarúgókupa győztese                              |
| Thaiföld (2 csapat)      | Buriram United     | A 2019-es thaiföldi első osztály ezüstérmese                            |
| Malajzia (1 csapat)      | Kedah Darul Aman   | A 2019-es maláj labdarúgókupa győztese                                  |
| Hong Kong (1 csapat)     | Tai Po             | A 2018–19-es hongkongi első osztály bajnoka                             |
| Vietnám (1 csapat)       | Ho Chi Minh City   | A 2019-es vietnámi első osztály ezüstérmese                             |

| Labdarúgó-szövetség       | Csapat          | Kvalifikálás módja                             |
| ------------------------- | --------------- | ---------------------------------------------- |
| India (1 csapat)          | Chennai City    | A 2018–19-es indiai első osztály bajnoka       |
| Jordánia (1 csapat)       | Al-Faisaly      | A 2018–19-es jordán első osztály bajnoka       |
| Kuvait (1 csapat)         | Kuwait          | A 2018–19-es kuvaiti első osztály bajnoka      |
| Bahrein (1 csapat)        | Al-Riffa        | A 2018–19-es bahreini első osztály bajnoka     |
| Fülöp-szigetek (1 csapat) | United City     | A 2019-es fülöp-szigeteki első osztály bajnoka |
| Szingapúr (1 csapat)      | Tampines Rovers | A 2019-es szingapúri első osztály ezüstérmese  |
| Indonézia (1 csapat)      | Bali United     | A 2019-es indonéz első osztály bajnoka         |
| Mianmar (1 csapat)        | Shan United     | A 2019-es mianmari első osztály bajnoka        |

## Selejtezők

### 1. selejtezőkör
| 1. csapat    | Eredmény   | 2. csapat |
| ------------ | ---------- | --------- |
| Chennai City | 0–1        | Al-Riffa  |
| Al-Faisaly   | 1–2 (h.u.) | Kuwait    |

| 1. csapat       | Eredmény   | 2. csapat   |
| --------------- | ---------- | ----------- |
| United City     | 3–2        | Shan United |
| Tampines Rovers | 3–5 (h.u.) | Bali United |

### 2. selejtezőkör
| 1. csapat          | Eredmény | 2. csapat |
| ------------------ | -------- | --------- |
| Bunyodkor          | 4–1      | Al-Zawraa |
| Lokomotiv Tashkent | 0–1      | Istiklol  |
| Shahr Khodro       | 2–1      | Al-Riffa  |
| Esteghlal          | 3–0      | Kuwait    |

| 1. csapat         | Eredmény | 2. csapat        |
| ----------------- | -------- | ---------------- |
| Kedah Darul Aman  | 5–1      | Tai Po           |
| Buriram United    | 2–1      | Ho Chi Minh City |
| Port              | 0–1      | United City      |
| Melbourne Victory | 5–0      | Bali United      |

### Rájátszás
| 1. csapat    | Eredmény        | 2. csapat    |
| ------------ | --------------- | ------------ |
| El-Ajn       | 1–0             | Bunyodkor    |
| el-Áhlí      | 1–0             | Istiklol     |
| esz-Szaílija | 0–0 (bünt. 4–5) | Shahr Khodro |
| Al-Rayyan    | 0–5             | Esteghlal    |

| 1. csapat      | Eredmény | 2. csapat         |
| -------------- | -------- | ----------------- |
| Szöul          | 4–1      | Kedah Darul Aman  |
| Shanghai Port  | 3–0      | Buriram United    |
| Tokió          | 2–0      | United City       |
| Kasima Antlers | 0–1      | Melbourne Victory |

## Csoportkör

### A csoport
| Hely. | Csapat    | M | Gy | D | V | G+ | G– | Gk | P | Továbbjutás vagy kiesés       |  | ELA | EST | ALS | ALV |
| ----- | --------- | - | -- | - | - | -- | -- | -- | - | ----------------------------- |  | --- | --- | --- | --- |
| 1.    | el-Áhlí   | 4 | 2  | 0 | 2 | 4  | 6  | −2 | 6 | Továbbjutott a nyolcaddöntőbe |  | —   | 2–1 | 1–0 | —   |
| 2.    | Esteghlal | 4 | 1  | 2 | 1 | 6  | 4  | +2 | 5 | Továbbjutott a nyolcaddöntőbe |  | 3–0 | —   | 1–1 | —   |
| 3.    | Al-Shorta | 4 | 1  | 2 | 1 | 4  | 4  | 0  | 5 |                               |  | 2–1 | 1–1 | —   | —   |
| 4.    | el-Vahda  | 0 | 0  | 0 | 0 | 0  | 0  | 0  | 0 | Visszalépett                  |  | —   | —   | —   | —   |

### B csoport
| Hely. | Csapat             | M | Gy | D | V | G+ | G– | Gk | P  | Továbbjutás vagy kiesés       |  | PAT | SAA | SHK | ELH |
| ----- | ------------------ | - | -- | - | - | -- | -- | -- | -- | ----------------------------- |  | --- | --- | --- | --- |
| 1.    | Pakhtakor Tashkent | 4 | 3  | 1 | 0 | 6  | 1  | +5 | 10 | Továbbjutott a nyolcaddöntőbe |  | —   | 2–1 | 3–0 | —   |
| 2.    | Shabab Al-Ahli     | 4 | 2  | 1 | 1 | 3  | 2  | +1 | 7  | Továbbjutott a nyolcaddöntőbe |  | 0–0 | —   | 1–0 | —   |
| 3.    | Shahr Khodro       | 4 | 0  | 0 | 4 | 0  | 6  | −6 | 0  |                               |  | 0–1 | 0–1 | —   | —   |
| 4.    | el-Hilál           | 0 | 0  | 0 | 0 | 0  | 0  | 0  | 0  | Visszalépett                  |  | —   | —   | —   | —   |

### C csoport
| Hely. | Csapat     | M | Gy | D | V | G+ | G– | Gk | P  | Továbbjutás vagy kiesés       |     | PER | ETT | ALD | SHA |
| ----- | ---------- | - | -- | - | - | -- | -- | -- | -- | ----------------------------- | --- | --- | --- | --- | --- |
| 1.    | Persepolis | 6 | 3  | 1 | 2 | 8  | 5  | +3 | 10 | Továbbjutott a nyolcaddöntőbe |     | —   | 1–0 | 0–1 | 4–0 |
| 2.    | et-Távun   | 6 | 3  | 0 | 3 | 4  | 8  | −4 | 9  | Továbbjutott a nyolcaddöntőbe |     | 0–1 | —   | 2–0 | 0–6 |
| 3.    | ed-Duhaíl  | 6 | 3  | 0 | 3 | 7  | 8  | −1 | 9  |                               |     | 2–0 | 0–1 | —   | 2–1 |
| 4.    | Sharjah    | 6 | 2  | 1 | 3 | 13 | 11 | +2 | 7  |                               | 2–2 | 0–1 | 4–2 | —   |     |

### D csoport
| Hely. | Csapat    | M | Gy | D | V | G+ | G– | Gk | P  | Továbbjutás vagy kiesés       |     | ENN | ASZ | SEP | ELA |
| ----- | --------- | - | -- | - | - | -- | -- | -- | -- | ----------------------------- | --- | --- | --- | --- | --- |
| 1.    | en-Naszr  | 6 | 3  | 2 | 1 | 9  | 5  | +4 | 11 | Továbbjutott a nyolcaddöntőbe |     | —   | 2–2 | 2–0 | 0–1 |
| 2.    | Asz-Szadd | 6 | 2  | 3 | 1 | 14 | 8  | +6 | 9  | Továbbjutott a nyolcaddöntőbe |     | 1–1 | —   | 3–0 | 4–0 |
| 3.    | Sepahan   | 6 | 2  | 1 | 3 | 6  | 8  | −2 | 7  |                               |     | 0–2 | 2–1 | —   | 0–0 |
| 4.    | El-Ajn    | 6 | 1  | 2 | 3 | 5  | 13 | −8 | 5  |                               | 1–2 | 3–3 | 0–4 | —   |     |

### E csoport
| Hely. | Csapat            | M | Gy | D | V | G+ | G– | Gk | P  | Továbbjutás vagy kiesés       |     | BEG | MEV | SZÖ | CHU |
| ----- | ----------------- | - | -- | - | - | -- | -- | -- | -- | ----------------------------- | --- | --- | --- | --- | --- |
| 1.    | Beijing Guoan     | 6 | 5  | 1 | 0 | 12 | 4  | +8 | 16 | Továbbjutott a nyolcaddöntőbe |     | —   | 3–1 | 3–1 | 1–1 |
| 2.    | Melbourne Victory | 6 | 2  | 1 | 3 | 6  | 9  | −3 | 7  | Továbbjutott a nyolcaddöntőbe |     | 0–2 | —   | 2–1 | 1–0 |
| 3.    | Szöul             | 6 | 2  | 0 | 4 | 10 | 9  | +1 | 6  |                               |     | 1–2 | 1–0 | —   | 5–0 |
| 4.    | Chiangrai United  | 6 | 1  | 2 | 3 | 5  | 11 | −6 | 5  |                               | 0–1 | 2–2 | 2–1 | —   |     |

### F csoport
| Hely. | Csapat         | M | Gy | D | V | G+ | G– | Gk | P  | Továbbjutás vagy kiesés       |     | ULH | TOK | SHS | PEG |
| ----- | -------------- | - | -- | - | - | -- | -- | -- | -- | ----------------------------- | --- | --- | --- | --- | --- |
| 1.    | Ulszan Hyundai | 6 | 5  | 1 | 0 | 14 | 5  | +9 | 16 | Továbbjutott a nyolcaddöntőbe |     | —   | 1–1 | 3–1 | 2–0 |
| 2.    | Tokió          | 6 | 3  | 1 | 2 | 6  | 5  | +1 | 10 | Továbbjutott a nyolcaddöntőbe |     | 1–2 | —   | 0–1 | 1–0 |
| 3.    | Sanghaj Senhua | 6 | 2  | 1 | 3 | 9  | 13 | −4 | 7  |                               |     | 1–4 | 1–2 | —   | 3–3 |
| 4.    | Perth Glory    | 6 | 0  | 1 | 5 | 5  | 11 | −6 | 1  |                               | 1–2 | 0–1 | 1–2 | —   |     |

### G csoport
| Hely. | Csapat                   | M | Gy | D | V | G+ | G– | Gk | P | Továbbjutás vagy kiesés       |  | VIK | SSB | KUA | JDT |
| ----- | ------------------------ | - | -- | - | - | -- | -- | -- | - | ----------------------------- |  | --- | --- | --- | --- |
| 1.    | Vissel Kobe              | 4 | 2  | 0 | 2 | 4  | 5  | −1 | 6 | Továbbjutott a nyolcaddöntőbe |  | —   | 0–2 | 0–2 | —   |
| 2.    | Szuvon Samsung Bluewings | 4 | 1  | 2 | 1 | 3  | 2  | +1 | 5 | Továbbjutott a nyolcaddöntőbe |  | 0–1 | —   | 0–0 | —   |
| 3.    | Kuangcsou                | 4 | 1  | 2 | 1 | 4  | 4  | 0  | 5 |                               |  | 1–3 | 1–1 | —   | —   |
| 4.    | Johor Darul Ta'zim       | 0 | 0  | 0 | 0 | 0  | 0  | 0  | 0 | Visszalépett                  |  | —   | —   | —   | —   |

### H csoport
| Hely. | Csapat                 | M | Gy | D | V | G+ | G– | Gk | P  | Továbbjutás vagy kiesés       |     | JFM | SHP | JHM | SYD |
| ----- | ---------------------- | - | -- | - | - | -- | -- | -- | -- | ----------------------------- | --- | --- | --- | --- | --- |
| 1.    | Jokohama F. Marinos    | 6 | 4  | 1 | 1 | 13 | 5  | +8 | 13 | Továbbjutott a nyolcaddöntőbe |     | —   | 1–2 | 4–1 | 4–0 |
| 2.    | Shanghai Port          | 6 | 3  | 0 | 3 | 6  | 10 | −4 | 9  | Továbbjutott a nyolcaddöntőbe |     | 0–1 | —   | 0–2 | 0–4 |
| 3.    | Jeonbuk Hyundai Motors | 6 | 2  | 1 | 3 | 8  | 10 | −2 | 7  |                               |     | 1–2 | 1–2 | —   | 1–0 |
| 4.    | Sydney                 | 6 | 1  | 2 | 3 | 8  | 10 | −2 | 5  |                               | 1–1 | 1–2 | 2–2 | —   |     |

## Egyenes kieséses szakasz

### Nyolcaddöntő
| 1. csapat          | Eredmény        | 2. csapat      |
| ------------------ | --------------- | -------------- |
| el-Áhlí            | 1–1 (bünt. 4–3) | Shabab Al-Ahli |
| Pakhtakor Tashkent | 2–1             | Esteghlal      |
| Persepolis         | 1–0             | Asz-Szadd      |
| en-Naszr           | 1–0             | et-Távun       |

| 1. csapat           | Eredmény | 2. csapat                |
| ------------------- | -------- | ------------------------ |
| Beijing Guoan       | 1–0      | Tokió                    |
| Ulszan Hyundai      | 3–0      | Melbourne Victory        |
| Vissel Kobe         | 2–0      | Shanghai Port            |
| Jokohama F. Marinos | 2–3      | Szuvon Samsung Bluewings |

### Negyeddöntő
| 1. csapat  | Eredmény | 2. csapat          |
| ---------- | -------- | ------------------ |
| en-Naszr   | 2–0      | el-Áhlí            |
| Persepolis | 2–0      | Pakhtakor Tashkent |

| 1. csapat      | Eredmény        | 2. csapat                |
| -------------- | --------------- | ------------------------ |
| Ulszan Hyundai | 2–0             | Beijing Guoan            |
| Vissel Kobe    | 1–1 (bünt. 7–6) | Szuvon Samsung Bluewings |

### Elődöntő
| 1. csapat | Eredmény        | 2. csapat  |
| --------- | --------------- | ---------- |
| en-Naszr  | 1–1 (bünt. 3–5) | Persepolis |

| 1. csapat      | Eredmény   | 2. csapat   |
| -------------- | ---------- | ----------- |
| Ulszan Hyundai | 2–1 (h.u.) | Vissel Kobe |

### Döntő
| 2020. december 19. 15:00 UTC+3 |

| Persepolis | 1–2 | Ulszan Hyundai              |
| ---------- | --- | --------------------------- |
| Abdi 45'   |     | Negrão 45+4' 55' (11-esből) |

| El-Dzsanúb Stadion, Al-Vakra, Katar Nézőszám: 8 517 Játékvezető: Abdulramán al-Dzsasszím (Katar) |

## Góllövőlista
| Helyezés | Játékos              | Csapat              | Gólok |
| -------- | -------------------- | ------------------- | ----- |
| 1        | Abdálrazák Hamdállah | en-Naszr            | 7     |
| 1        | Júnior Negrão        | Ulszan Hyundai      | 7     |
| 3        | Trent Buhagiar       | Sydney              | 5     |
| 3        | Bjørn Maars Johnsen  | Ulszan Hyundai      | 5     |
| 5        | Alan                 | Beijing Guoan       | 4     |
| 5        | Issa Alekasir        | Persepolis          | 4     |
| 5        | Baghdad Bounedjah    | Asz-Szadd           | 4     |
| 5        | Onaivu Ado           | Jokohama F. Marinos | 4     |
| 5        | Yoon Bit-garam       | Ulszan Hyundai      | 4     |